# Ammerud Basket
Le Ammerud Basket est un club norvégien de basket-ball basé à Oslo. Le club appartient à la Division 1 soit le deuxième niveau du championnat norvégien.

## Noms successifs
- Depuis 2003 : Ammerud Basket
- 2002 - 2003 : Vålerenga Kings
- Avant 2002 : Oslo Kings

## Palmarès
- Champion de Norvège : 2001
- Vainqueur de la Coupe de Norvège : 1999